# EXD44
『EXD44』（イーエックスデーフォーティーフォー）は、2016年4月12日（11日深夜）からテレビ朝日で断続的に放送されていたバラエティ番組である。

## 概要
テレビ朝日の若手ディレクター11人が、毎週出されるお題に沿った映像コンテンツを、制作時間・予算も全く同じという条件の中で制作。完成した映像は、視聴者投票を受けることになっており、ディレクター陣たちの向上心と競争心をあおっていく。
番組タイトルは、テレ朝のコールサイン「JOEX」とディレクターの「D」を組み合わせて"EXD"に。これに、当初はAKB48になぞらえて『EXD48』にする予定だったが、初回収録に20～30代前半のディレクターが集まる中、10年前にドラマの演出家として中途入社したものの、昨年バラエティ畑に飛ばされ右往左往しているという44歳の高橋伸之ディレクターに秋元が着目し、「44歳、人生を賭けてるのがいい!」ということで、『EXD44』に変更された。
第1期は2016年4月12日から10月11日まで、毎週火曜0:15 - 0:45（月曜深夜）に、第2期は2017年1月10日から3月28日まで、毎週火曜0:15 - 0:45（月曜深夜）に、第3期は2017年7月10日から2018年3月26日まで、毎週月曜0:40 - 1:10（日曜深夜）に、放送時間が変わった2018年4月2日から2019年4月1日まで、毎週月曜0:55 - 1:25（日曜深夜）に、それぞれ放送された。
2019年4月1日に放送終了した。終了後、この番組枠は全2回の単発番組を放送する枠となっている。

## 出演者

### MC
- バカリズム
- YOU

## ネット局

### 第1期
| 放送対象地域 | 放送局                | 系列           | 放送日時                     | 放送開始日    | 遅れ       | 備考 |
| ------------ | --------------------- | -------------- | ---------------------------- | ------------- | ---------- | ---- |
| 関東広域圏   | テレビ朝日（EX）      | テレビ朝日系列 | 火曜 0:15 - 0:45（月曜深夜） | 2016年4月12日 | 制作局     |      |
| 岩手県       | 岩手朝日テレビ（IAT） | テレビ朝日系列 | 火曜 0:15 - 0:45（月曜深夜） | 2016年4月12日 | 同時ネット |      |
| 秋田県       | 秋田朝日放送（AAB）   | テレビ朝日系列 | 火曜 0:15 - 0:45（月曜深夜） | 2016年4月12日 | 同時ネット |      |
| 山形県       | 山形テレビ（YTS）     | テレビ朝日系列 | 火曜 0:15 - 0:45（月曜深夜） | 2016年4月12日 | 同時ネット |      |
| 福島県       | 福島放送（KFB）       | テレビ朝日系列 | 火曜 0:15 - 0:45（月曜深夜） | 2016年4月12日 | 同時ネット |      |
| 長野県       | 長野朝日放送（abn）   | テレビ朝日系列 | 火曜 0:15 - 0:45（月曜深夜） | 2016年4月12日 | 同時ネット |      |
| 山口県       | 山口朝日放送（yab）   | テレビ朝日系列 | 火曜 0:15 - 0:45（月曜深夜） | 2016年4月12日 | 同時ネット |      |
| 沖縄県       | 琉球朝日放送（QAB）   | テレビ朝日系列 | 火曜 0:15 - 0:45（月曜深夜） | 2016年4月12日 | 同時ネット |      |

途中打ち切りとしたネット局
- 新潟県・新潟テレビ21（UX） - 2016年4月12日 - 9月27日（同時ネット）

### 第2期
| 放送対象地域 | 放送局                | 系列           | 放送日時                     | 放送開始日    | 遅れ       | 備考 |
| ------------ | --------------------- | -------------- | ---------------------------- | ------------- | ---------- | ---- |
| 関東広域圏   | テレビ朝日（EX）      | テレビ朝日系列 | 火曜 0:15 - 0:45（月曜深夜） | 2017年1月10日 | 制作局     |      |
| 岩手県       | 岩手朝日テレビ（IAT） | テレビ朝日系列 | 火曜 0:15 - 0:45（月曜深夜） | 2017年1月10日 | 同時ネット |      |
| 秋田県       | 秋田朝日放送（AAB）   | テレビ朝日系列 | 火曜 0:15 - 0:45（月曜深夜） | 2017年1月10日 | 同時ネット |      |
| 山形県       | 山形テレビ（YTS）     | テレビ朝日系列 | 火曜 0:15 - 0:45（月曜深夜） | 2017年1月10日 | 同時ネット |      |
| 福島県       | 福島放送（KFB）       | テレビ朝日系列 | 火曜 0:15 - 0:45（月曜深夜） | 2017年1月10日 | 同時ネット |      |
| 長野県       | 長野朝日放送（abn）   | テレビ朝日系列 | 火曜 0:15 - 0:45（月曜深夜） | 2017年1月10日 | 同時ネット |      |
| 山口県       | 山口朝日放送（yab）   | テレビ朝日系列 | 火曜 0:15 - 0:45（月曜深夜） | 2017年1月10日 | 同時ネット |      |
| 沖縄県       | 琉球朝日放送（QAB）   | テレビ朝日系列 | 火曜 0:15 - 0:45（月曜深夜） | 2017年1月10日 | 同時ネット |      |

### 第3期
| 放送対象地域 | 放送局           | 系列           | 放送日時                                                    | 放送開始日    | 遅れ       | 備考                         |
| ------------ | ---------------- | -------------- | ----------------------------------------------------------- | ------------- | ---------- | ---------------------------- |
| 関東広域圏   | テレビ朝日（EX） | テレビ朝日系列 | 月曜 0:40 - 1:10（日曜深夜） ↓ 月曜 0:55 - 1:25（日曜深夜） | 2017年7月10日 | 制作局     |                              |
| 福島県       | 福島放送（KFB）  | テレビ朝日系列 | 月曜 0:40 - 1:10（日曜深夜） ↓ 月曜 0:55 - 1:25（日曜深夜） | 2017年7月10日 | 同時ネット | ネット・放送されない回もある |

途中打ち切りとしたネット局
- 長野県・長野朝日放送（abn）- 2017年7月10日 - 11月13日 (同時ネット)

遅れネット
- 関西広域圏・朝日放送（ABC）- 2018年8月4日土曜（金曜深夜）3:05 - 3:35 に放送。2018年12月20日より、木曜 1:44 - 2:20（水曜深夜）でレギュラー放送スタート。

## スタッフ
- 企画監修：秋元康
- ナレーション：田畑祐一（テレビ朝日アナウンサー）
- 構成：EXD44運営事務局
- カメラ：中島せいや、羽田廣宣、垣吉聖美、駒崎肇、辺見洋、永井凉、中馬越直人、水岡健太、玉手康裕、高橋広、有本竜、関根悠太、梶山俊夫、藤進、星野基幸、片岡高志、中山央平、山崎善映、中村吉伸（週替り）
- 音声：戸塚夏樹、大嶋朋子、藤本樹恒、高橋修平、古川裕志、勝見亘、功刀康久（週替り）
- 映像：谷口賢司、西村友秀、細谷公助、田代浩由紀、安達重之、水口祐貴（週替り）
- 美術：井磧伸介
- 美術進行：亀井直子
- メイク：川口カツラ店
- 編集：星名隆志、遠山貴博、篠崎孝徳、西本武史、今野友貴、河野匡昭、岩崎慎一、森聖治、手塚貴幸（週替り）
- MA：前田悠貴、川崎徹
- 音効：高橋健人
- TK：池田真梨絵
- 編成：沼田真明（テレビ朝日）
- 宣伝：齋藤利紗子（テレビ朝日）
- コンテンツビジネス：里見諒（テレビ朝日）
- デスク：佐藤まゆみ
- 制作協力：トップシーン、エヌエックス
- 技術協力：TSP
- アシスタントディレクター：小野木渓太、横山新
- ディレクター：藤本達也／山中豪
- アシスタントプロデューサー：柳沼大貴（以前はAD）
- プロデューサー：植岡耕一（テレビ朝日、以前はAP）、森雅史（トップシーン）
- ゼネラルプロデューサー：山下浩司（テレビ朝日）
- 統括：河口勇治・藤井智久（共にテレビ朝日、藤井→以前はゼネラルプロデューサー→一時離脱）
- 制作著作：テレビ朝日

### 過去のスタッフ
- TD：渡辺晃一
- カメラ：今川愛
- 映像：東那美
- 照明：湯浅洋一
- 大道具：畠山豊
- 電飾：佐々木航
- 編成：吉村周、大松宏樹（テレビ朝日）
- 宣伝：谷俊之、吉原智美、平田新子（テレビ朝日）
- AD：飯山絵梨、早坂千歩、石田侑、坂下貴紀、鈴木恵、井上穂菜美、為我井大雅
- ディレクター：井上圭、近藤正紀
- AP：竹内まさみ
- プロデューサー：引地夏規、甲斐康道（共にテレビ朝日、甲斐→2017年7月17日 - ）、今野恒、大本慎太郎、）
- 統括：林雄一郎（テレビ朝日）